# 과천경찰서
과천경찰서(果川警察署, Gwacheon Police Station)는 경기도남부경찰청이 관할하는 경찰서 중 하나이다. 경기도 과천시 일대를 관할한다. 경기도 과천시 통영로 20 (중앙동)에 위치하고 있다.
서장은 총경으로 보한다.

## 기본 정보
- 주소: 경기도 과천시 통영로 20 (중앙동)
- 우편번호: 13807

## 관할 파출소 및 지구대
과천경찰서는 2개의 지구대를 산하에 두고 있다.
| 명칭       | 사진 | 주소                | 관할구역                                       | 치안센터                    |
| ---------- | ---- | ------------------- | ---------------------------------------------- | --------------------------- |
| 과천지구대 |      | 관문로 136 (중앙동) | 중앙동, 부림동, 관문동, 과천동, 주암동, 막계동 | 선암치안센터 대공원치안센터 |
| 별양지구대 |      | 별양로 58 (별양동)  | 별양동, 갈현동, 문원동, 원문동                 |                             |

## 같이 보기
- 경기도남부경찰청